# شهرستان شوشونی (آیداهو)
شهرستان شوشونی، آیداهو (به انگلیسی: Shoshone County, Idaho) یک سکونتگاه مسکونی در ایالات متحده آمریکا است که در آیداهو واقع شده‌است.

## خصوصیات
شهرستان شوشونی ۶٬۸۲۴٫۶۶ کیلومترمربع مساحت دارد.